# Чистяков, Михаил Борисович
Михаил Борисович Чистяков (1 [13] января 1809, Калужская губерния — 23 сентября [5 октября] 1885, Санкт-Петербургская губерния) — русский педагог, писатель. Тайный советник в отставке.

## Биография
Родился 1 (13) января 1809 года в селе Воскресенское, Жиздринского уезда Калужской губернии, где отец его был сельским священником.
Учился в Калужском, Московском, Рязанском и Нижегородском духовных училищах. В 1828 году поступил в Московский университет; в 1832 году окончил словесное отделение университета, где учился одновременно с Белинским (вместе с ним был учредителем студенческих «литературных вечеров») и Герценом. Преподавал русский язык в гимназиях Орши (1832), Полоцка, Вильно (1833), Могилёва (1834), Витебска (с 1835).
С 1837 года работал в Петербурге: преподавал в 1-й, затем в 3-й гимназии (1837—1839). С 1838 года он преподавал в Павловском кадетском корпусе, где с 1846 года был наблюдателем-наставником. Одновременно читал лекции в Патриотическом и Смольном институтах (с 1838), в специальных классах Дворянского полка (1841—1842). Вместе с Ф. И. Буслаевым, А. Д. Галаховым, А. Ф. Бычковым и другими входил в комиссию преподавателей русского языка, составлявшую программы для военно-учебных заведений, утверждённые в 1849 году.
В 1852—1885 годы — инспектор классов петербургского Николаевского сиротского института, с 1865 г. — также председатель учебного комитета при собственной Его Величества канцелярии по учреждениям Императрицы Марии.
В 1851—1860 годы издавал и вместе с А. Е. Разиным редактировал «Журнал для детей», одно из лучших в России изданий в этом роде.
В 1866 году был командирован от министерства народного просвещения за границу для изучения организации детских садов по методу Фребеля, а также женских учительских семинарий и исправительно-воспитательных заведений. Свои наблюдения напечатал в статьях: «О нравственно-исправительных заведениях в Гамбурге, Бельгии, Франции и Швейцарии»; «О высших женских учебных заведениях в Берлине, Гамбурге и Швейцарии» и «Фребель. Детские сады за границей». По результатам его поездки была предпринята реорганизация малолетнего отделения Николаевского сиротского института, при институте было открыто женское училище для малоспособных, а также реорганизован учебный институтский курс.
В мае 1885 года вышел в отставку с чином тайного советника.
Умер 23 сентября (5 октября) 1885 года в Лышенцах (Лужский уезд Санкт-Петербургской губернии). Был похоронен в Петербурге, на Волковом православном кладбище.

## Педагог
М. Б. Чистяков понимал просвещение широко и гуманно, придерживаясь идеалистических взглядов. Благотворным было действие на окружающих его безупречной личности. Обращал внимание на психологические аспекты в преподавании словесности, предлагал развивать ученика, начиная с простой передачи чужих мыслей своими словами и достигая им умения осмысленно отвечать на заданную тему. Одной из главных задач педагогики считал «… открыть преобладающие свойства воспитанника и уметь давать им средства развиваться» («Курс педагогики, составленный по программе, утверждённой для женских институтов», стр. 19).

### Избранные труды[3]
- Чистяков М. Б. Библиотека путешествий, собранная из статей М. Б. Чистякова: Т. I—XII. — СПб.: изд. Я. А. Исакова, 1871—1872.
- Чистяков М. Б. Из путешествий: О загранич. нравств.-исправит. и учеб. заведениях и о Пед. отд. Вен. выст. — СПб.: Н. Фену и К°, 1875. — 190 с.
- Чистяков М. Б. Курс педагогики: Сост. по прогр., утв. для жен. ин-тов Ведомства учреждений императрицы Марии. — СПб.: Н. Фену и К°, 1875. — 294 с.
  -  2-е изд., испр. и доп. — СПб.: тип. А. М. Котомина, 1876. — 249 с.
- Чистяков М. Б. Курс теории словесности: Ч. 1-2. — СПб.: Кораблев и Сиряков, 1847. — 2 т.
  - Часть первая
  - Часть вторая
- Чистяков М. Б. О нравственно-исправительных заведениях в Гамбурге, Бельгии, Франции и Швейцарии: (Из путешествия в 1866 г.). — СПб.: печ. В. Головина, [1868]. — 65 с. (из Журнала Министерства народного просвещения — 1868. — Т. 137. — № 1)
- Чистяков М. Б. О странах и народах разных частей света: Геогр. и этногр. очерки. — 2-е изд. — СПб.: Я. А. Исаков, 1871—1872. — Ч. 1-3. — 3 т.
  -  3-е изд. — СПб.: В. А. Невельский, 1891.
- Чистяков М. Б. Очерк теории изящной словесности. — СПб.: тип. Иверсена, 1842. — 54 с.
- Чистяков М. Б. Практическое руководство к постепенному упражнению в сочинении. — СПб.: тип. Имп. Акад. наук, 1847. — 120 с.
- Чистяков М. Б. Учебная грамматика русского языка, основанная на логическом разборе предложений. — СПб.: С. Гуро, 1849. — 94 с.
- Чистяков М. Б. Шатобриан: [Очерк жизни и лит. деятельности]. — СПб., 1849. — 52 с. (ЖМНП. — 1849. — № 2)

## Писатель
Его книги для детей и юношества отличаются занимательным и живым литературным языком. Как писатель М. Б. Чистяков руководствовался чувством гуманности, считал нужным показать своим читателям горе ближних и пробудить в них чувство жалости и сострадания, показать им идеалы истины, добра и красоты. Зная особенности детского восприятия, он избегал однообразных описательных приёмов, его рассказы увлекательны и интересны. Повести и рассказы М. Б. Чистякова способствуют воспитанию в детях привязанности к природе, любви к родине; знакомят их с другими странами, с историческими личностями. К недостаткам его биографических рассказов относили случайный выбор биографий и их некоторую односторонность.
Несколько стихотворений были напечатаны им в «Одесском альманахе» (1839), «Библиотеке для чтения» (1845, кн. 8 и 10).

### Избранные сочинения[3]
- Рамайана: Древняя индейск. поэма / обраб. для юношества М. Чистяковым. — СПб.: Н. Фену и К°, 1883. — 71 с.
  -  СПб.: Н. Фену и К°, 1908. — 72 с.
- Чистяков М. Б. Бедные индусы: Повесть для детей. — СПб.: тип. Э. Гоппе, 1879. — 28 с.
- Чистяков М. Б. Блеск и тьма: Повести и рассказы. — СПб.; М.: т-во М. О. Вольф, [19-?]. — 355 с.

  - [ 4-е изд.] — СПб.; М.: М. О. Вольф, ценз. 1904. — 35 с. — (Русская библиотека Вольфа; [№ 23])
- Чистяков М. Б. Биографические рассказы (собр. из «Журн. для детей»). — СПб.: Я. А. Исаков, 1873. — 536 с.
  -  СПб.: В. А. Невельский, 1896. — 536 с.
- Чистяков М. Б. Былое и возможное: Новые повести для ст. возраста. — СПб.; М.: М. О. Вольф, [1875]. — 467 с.
- Чистяков М. Б. Два человека: Повесть. — СПб.; М.: т-во М. О. Вольф, [1908]. — 70 с.
- Чистяков М. Б. Декабрьские ночи; Три картины: стихотворения // Одесский Альманах. — 1839.
- Чистяков М. Б. Дитя: Новые повести, сказки и рассказы. — 4-е изд. — СПб.; М.: т-во М. О. Вольф, ценз. 1902. — 147 с.
- Чистяков М. Б. Для малюток: [Рассказы и сказки]. — СПб.: Я. А. Исаков, 1868. — 127 с.

  - [— 3-е изд.] — СПб.: Невельский, ценз. 1900. — 120 с.
- Чистяков М. Б. Домик с цветами; Старый садовник: Рассказы. — СПб.; М.: т-во М. О. Вольф, ценз. 1904. — 59 с. — (Русская библиотека Вольфа; № 24)
- Чистяков М. Б. Живописные виды, встречи и приключения: Из «Журн. для детей», изд. под ред. М. Чистякова. — СПб.: Я. А. Исаков, 1866. — 536 с.

  -  — 3-е изд. — СПб.: В. А. Невельский, 1890. — 577 с.
- Чистяков М. Б. Жизнь древних. — СПб.: Я. А. Исаков, [1868]. — 252 с.
  -  СПб.: В. А. Невельский, 1896. — 256 с.
- Чистяков М. Б. Житейская пестрота: Рассказы из прошлого и настоящего времени Для взрослых детей (Из «Журн. для детей»). — СПб.: Я. А. Исаков, 1866. — 242 с.
  -  СПб.: В. А. Невельский, 1896. — 234 с.
- Чистяков М. Б. Занимательные вещи в природе на каждом шагу: Для взрослых детей (Из «Журн. для детей»). — СПб.: Я. А. Исаков, 1866. — 241 с.

  -  — 3-е изд. — СПб.: В. А. Невельский, 1893. — 271 с.
- Чистяков М. Б. Из поездок по России. — СПб.: Я. А. Исаков, [1867]. — 410 с.
  -  СПб.: Я. А. Исаков, [1880]. — 407 с.
- Чистяков М. Б. Из русского быта: [Очерки]. — СПб.: Я. А. Исаков, 1868. — 341 с. (Содерж.: Извоз; Судьба; Народные сцены: 1. Лесная женщина. 2. Своевольная бедность; Какая бедность бывает на свете; Иван Подкова; Очерк малороссийского быта; Белорусские крестьяне)

  -  3-е изд. — СПб.: В. А. Невельский, 1889. — 223 с.
- Чистяков М. Б. Исторические повести. — СПб.: Исаков, 1861. — 462 с. (Содерж.: Святослав, князь Липецкий; Рассказы об ускоках; Баку-Бег, аварская ханша; Анна; Пират Гаральд; Новик; Повесть из истории крестовых походов; Записки школьного учителя; Кловис и Рикульф-охотник)

  -  — 4-е изд. — СПб.: В. А. Невельский, 1891. — 463 с.
- Чистяков М. Б. Колосья: Для детей от восьми лет (Из «Журн. для детей»). — СПб.: Я. А. Исаков, 1866. — 224 с.
  -  — 3-е изд. — СПб.: тип. Добродеева, 1883. — 214 с.
- Чистяков М. Б. Корни и плоды: Повести для детей двенадцатилет. возраста. — СПб.; М.: М. О. Вольф, 1868. — 492 с.

  -  — 3-е изд. — СПб.; М.: М. О. Вольф, ценз. 1903. — 283 с.
- Чистяков М. Б. Мелкий быт: Из воспоминаний моего товарища: Рассказы. — СПб.; М.: М. О. Вольф, [1883]. — 259 с.
  -  — 2-е изд. — СПб.; М.: Т-во М. О. Вольф, 1901. — 335 с.
- Чистяков М. Б. Орланд; Поэт и соловей: Рассказы. — СПб.; М.: т-во М. О. Вольф, ценз. 1904. — 36 с. — (Русская библиотека Вольфа; № 25)
- Чистяков М. Б. Охотничьи рассказы (выбранные из «Журн. для детей»). — СПб.: Я. А. Исаков, 1873. — 417 с.
- Чистяков М. Б. Повести и сказки для детей от 12 до 15 лет. — СПб.: Я. А. Исаков, ценз. 1861. — 555 с.

  -  3-е изд. — СПб.: Я. А. Исаков, 1880. — 549 с.
- Чистяков М. Б. Повести, рассказы и сказки для детей от 8 до 12 лет. — СПб.: Я. А. Исаков, 1860. — 273 с.

  -  4-е изд. — СПб.: Я. А. Исаков, 1871. — 295 с.
- Чистяков М. Б. Приключения бедного мальчика: Повесть для детей. — 2-е изд. — СПб.; М.: М. О. Вольф, 1912. — 95 с.
- Чистяков М. Б. Приключения молодой белки Бобочки: [Рассказ для детей]. — СПб.: Я. А. Исаков, ценз. 1868. — 19 с.
- Чистяков М. Б. Рассказы для маленьких детей. — СПб.: тип. Акад. наук, 1858. — 107 с.

  - [— 4-е изд.] — СПб.: В. А. Невельский, 1897. — 84 с.
- Чистяков М. Б. Рассказы и сказки для детей от 8 до 12 лет. — 5-е изд. — СПб.: Я. А. Исаков, 1877. — 296 с.

  -  — 6-е изд. — СПб.: Я. А. Исаков, 1890. — 296 с.
- Чистяков М. Б. Рассказы из отечественной истории: Для сред. возраста. — СПб.: Я. А. Исаков, 1872. — 290 с. (Содерж.: Рассказ из жизни Святослава, князя Киевского. Из сказания о России, сочинённого Иоанном Пернстейном, бывшим при Московском дворе посланником от императора Максимилиана II, в 1575 г. Покорение Казани в 1552 г.: Рассказ современника и очевидца, кн. А. Курбского. Русские в 1634 году: Из путешествия Олеария. Царь Петр в Англии: Статья Маколея. Прутский поход Петра Великого; Два полководца: Памятники Барклаю-де-Толли и Кутузову; Из путешествия Рубруквиса. Песнь о вещем Олеге)

  - [— 3-е изд.] — СПб.: В. А. Невельский, 1896. — 213 с.
- Чистяков М. Б. Рассказы из путешествий. — СПб.: Я. А. Исаков, 1868. — 423 с.

  - [3-е изд.] — СПб.: Я. А. Исаков, 1880. — 423 с.
- Чистяков М. Б. Рассказы из путешествий по Австралии (выбр. из «Журн. для детей»). — СПб.: Я. А. Исаков, 1874. — 468 с.
- Чистяков М. Б. Рассказы из путешествий по Азии (выбр. из «Журн. для детей»). — СПб.: Я. А. Исаков, 1873. — 445 с.
  -  СПб.: В. А. Невельский, 1896. — 451 с.
- Чистяков М. Б. Рассказы из путешествий по Америке (выбр. из «Журн. для детей»). — СПб.: Я. А. Исаков, 1873. — 615 с.
- Чистяков М. Б. Рассказы из путешествий по Африке (выбр. из «Журн. для детей»). — СПб.: Я. А. Исаков, 1873. — 431 с.

  - [— 3-е изд.] — СПб.: Невельский, ценз. 1897. — 431 с.
- Чистяков М. Б. Рассказы из путешествий по Европе (выбр. из «Журн. для детей»). — СПб.: Я. А. Исаков, 1873. — 519 с.
  -  — СПб.: тип. В. Безобразова и К°, 1887. — 459 с.
- Чистяков М. Б. Рассказы о былом. — СПб.: Я. А. Исаков, [1868]. — 391 с.

  - [— 3-е изд.] — СПб.: В. А. Невельский, 1895. — 388 с. (Содерж.: Трубадур Теобальд; Легенда о Карле Великом; Падение Константинополя в 1453 году; Эдвин; Несколько черт из жизни Фридриха Великого; Женщина в XVIII столетии)
- Чистяков М. Б. Редкое счастье. Рассказы для детей. — 2-е изд. — М.: кн. скл. М. В. Клювина, 1916. — 80 с.
- Чистяков М. Б. Родное: [Рассказы и повести]. — СПб.: Я. А. Исаков, [1868]. — 392 с.
  -  — СПб.: Я. А. Исаков, 1883. — 392 с.
- Чистяков М. Б. Русские исторические рассказы. — СПб.: Я. А. Исаков, 1868. — 169 с. (Содерж.: Бородино и Бородинская битва; Пётр Великий во Франции (1716 г.); Черты из жизни Дмитрия Донского; Сношения России при Петре Великом с Хивою и Бухарой)

  -  — 5-е изд. — СПб.: Невельский, ценз. 1900. — 239 с. (Сб. дополнен разбором стихотворения А. С. Пушкина «Два полководца»)
- Чистяков М. Б. С своего поля: Повести, рассказы и сказки для детей от 12 лет. — СПб.: Я. А. Исаков, 1880. — 350 с.
  -  — СПб.: Я. А. Исаков, 1894. — 342 с.
- Чистяков М. Б. Чайка: Рассказ. — СПб.; М.: т-во М. О. Вольф, ценз. 1904. — 79 с. — (Русская библиотека Вольфа; № 22)

Переводы
- Бахман К. Ф. Всеобщее начертание теории искусств = Die Kunstwissenschaft / Пер. с нем.: М. Чистяков. — Ч. 1-2. — М.: тип. Лазаревых Ин-та вост. яз., 1832. — 2 т.
- Косовская битва: Серб. нар. поэма XIV столетия / Пер. с серб.[: М. Чистяков]. — СПб., 1842. — 9 с.
- Картины из истории детства знаменитых музыкантов / Пер. с фр.; Под ред. М. Чистякова. — СПб.: тип. Деп. внеш. торговли, 1845. — 222 с.
- Сервантес Сааведра М. де. История знаменитого Дон-Кихота Ламанчского / Пер. под ред. М. Чистякова. — 2-е изд. — СПб.: В. И. Губинский, 1883. — 354 с.

  -  — 5-е изд. — СПб.: В. И. Губинский, [1914?]. — 324 с.

### Семья
Жена с 1835 года — София Афанасьевна Волкова (1817—1890). Их дети: Марк (1838—1900), Анна (?—07.06.1906), Ольга (17.04.1845—?), Надежда (22.11.1856—?), Евгения (27.10.1859—?).